# I-22 (tàu ngầm Nhật) (1938)
I-22 là một tàu ngầm tuần dương thuộc lớp Type C được Hải quân Đế quốc Nhật Bản chế tạo trong Chiến tranh Thế giới thứ hai. Nó là chiếc tàu ngầm thứ hai của Hải quân Nhật mang cái tên này, sau khi chiếc I-22 thứ nhất được đổi tên thành I-122 vào năm 1938. Nhập biên chế năm 1941, nó đã phóng tàu ngầm bỏ túi tham gia Tấn công Trân Châu Cảng và cuộc tấn công cảng Sydney, cũng như hỗ trợ cho trận chiến biển Coral và phục vụ cho chiến dịch Guadalcanal. I-22 bị một thủy phi cơ PBY Catalina đánh chìm tại đảo Malaita thuộc quần đảo Solomon vào ngày 6 tháng 10, 1942.

## Thiết kế và chế tạo

### Thiết kế
Tàu ngầm Type C được thiết kế dựa trên phân lớp KD6 của lớp Kaidai dẫn trước, nhưng trang bị vũ khí ngư lôi mạnh hơn để tấn công tầm xa. Chúng có trọng lượng choán nước 2.595 tấn (2.554 tấn Anh) khi nổi và 3.618 tấn (3.561 tấn Anh) khi lặn, lườn tàu có chiều dài 109,3 m (358 ft 7 in), mạn tàu rộng 9,1 m (29 ft 10 in) và mớn nước sâu 5,3 m (17 ft 5 in). Con tàu có thể lặn sâu đến 100 m (328 ft).
Tàu ngầm Type C được trang bị hai động cơ diesel công suất 6.200 mã lực phanh (4.623 kW), mỗi chiếc vận hành một trục chân vịt. Khi lặn, mỗi trục được vận hành bởi một động cơ điện công suất 1.000 mã lực (746 kW). Khi di chuyển trên mặt nước nó đạt tốc độ tối đa 23,6 hải lý trên giờ (43,7 km/h; 27,2 mph) và 8 hải lý trên giờ (15 km/h; 9,2 mph) khi lặn dưới nước, tầm xa hoạt động của Type C là 14.000 hải lý (26.000 km; 16.000 mi) ở tốc độ 16 hải lý trên giờ (30 km/h; 18 mph), và có thể lặn xa 60 nmi (110 km; 69 mi) ở tốc độ 3 hải lý trên giờ (5,6 km/h; 3,5 mph).
Các con tàu có tám ống phóng ngư lôi 53,3 cm (21,0 in), tất cả được bố trí trước mũi, và mang theo tổng cộng 20 quả ngư lôi. Vũ khí trên boong tàu bao gồm khẩu hải pháo 14 cm (5,5 in), cùng hai pháo phòng không 25 mm Type 96 nòng đơn hoặc nòng đôi. Các bộ gá trên boong tàu phía sau tháp chỉ huy cho phép nó vận chuyển và phóng một tàu ngầm bỏ túi Type A (Kō-hyōteki).

### Chế tạo
Được đặt hàng trong Chương trình Maru 3 năm 1937, I-22 được đặt lườn như là chiếc Tàu ngầm số 47 tại xưởng tàu của hãng Kawasaki tại Kobe vào ngày 25 tháng 11, 1937. Đang khi được chế tạo, nó được đổi tên thành I-22 vào ngày 1 tháng 6, 1938, trở thành chiếc tàu ngầm Nhật Bản thứ hai mang cái tên này, còn chiếc I-22 thứ nhất được đổi tên thành I-122 trước đó vào ngày 1 tháng 6. Nó được hạ thủy vào ngày 23 tháng 12, 1938 rồi hoàn tất và nhập biên chế vào ngày 10 tháng 3, 1941, dưới quyền chỉ huy của Trung tá Hải quân Ageta Kiyoi.

## Lịch sử hoạt động

### 1940 - 1941
Sau khi nhập biên chế, I-22 được phối thuộc cùng Quân khu Hải quân Yokosuka, và được phân về Đơn vị Phòng vệ thuộc Hải đội Huấn luyện. Nó được điều về Đội tàu ngầm 3 thuộc Hải đội Tàu ngầm 1, trực thuộc Đệ Lục hạm đội vào ngày 15 tháng 7, 1941. Vào ngày 22 tháng 10, I-22 di chuyển đến Xưởng vũ khí Hải quân Kure tại Kure, Hiroshima, nơi nó cùng cùng các tàu ngầm chị em I-16, I-18, I-20 và I-24 được cải biến thành tàu ngầm mẹ để mang tàu ngầm bỏ túi Type A (Kō-hyōteki). Đến ngày 30 tháng 10, I-22 thay phiên cho tàu ngầm I-21 trong vai trò soái hạm của Đội tàu ngầm 3.
Tại Căn cứ Hải quân Kure vào ngày 17 tháng 11, I-22 được phân về Đơn vị Tấn công Đặc biệt dưới quyền Tư lệnh Đội tàu ngầm 3, Đại tá Hải quân Sasaki Hankyu, vốn bao gồm các tàu ngầm chị em I-16, I-18, I-20 và I-24, do I-22 đảm trách vai trò soái hạm. Các hạm trưởng được thông báo chi tiết về Chiến dịch Z và vai trò của tàu ngầm mẹ mang tàu ngầm bỏ túi trong kế hoạch tấn công Trân Châu Cảng sắp diễn ra.
Vào ngày 18 tháng 11, năm chiếc tàu ngầm di chuyển từ Kure đến Khu vực Thực hành Hải quân Kamegakubi, nơi mỗi chiếc nhận lên tàu một tàu ngầm bỏ túi Type A. Đến 02 giờ 15 phút ngày 19 tháng 11, họ khởi hành từ Kamegakubi để hướng sang khu vực quần đảo Hawaii, theo một lộ trình trực tiếp ngang qua phía Nam đảo san hô Midway. Lúc đang trên đường đi, vào ngày 2 tháng 12, họ nhận được thông điệp từ Hạm đội Liên hợp: "Leo núi Niitaka 1208" (tiếng Nhật: Niitakayama nobore 1208), là mật lệnh cho biết chiến sự với Khối Đồng Minh sẽ bắt đầu vào ngày 8 tháng 12 (theo giờ Nhật Bản, tức ngày 7 tháng 12 tại Hawaii bên kia đường đổi ngày).

#### Trận Trân Châu Cảng
Lúc 01 giờ 16 phút ngày 7 tháng 12, ở phía Nam Oahu I-20 tung ra chiếc tàu ngầm bỏ túi của nó, chiếc Số 22, ở vị trí cách lối ra vào Trân Châu Cảng khoảng 9 nmi (17 km) về phía Nam. I-20 nhìn thấy hai tàu có kiểu dáng giống như tàu tuần dương hạng nặng lúc 02 giờ 00 nên lặn xuống ẩn nấp; sau đó nó lần lượt nghe thấy ba vụ nổ lớn lúc 07 giờ 12 phút, 07 giờ 13 phút và 8 giờ 18 phút.
Tàu ngầm bỏ túi Số 22 rõ ràng đã xâm nhập thành công qua hàng phòng thủ của Trân Châu Cảng. Trong khi cuộc không kích đang diễn ra lúc 08 giờ 30 phút, tàu khu trục quét mìn USS Zane (DMS-14) báo cáo trông thấy tàu ngầm bỏ túi, có thể là Số 22, khoảng 200 yd (180 m) phía đuôi chiếc tàu sửa chữa USS Medusa (AR-1). Sau đó tàu khu trục rải mìn USS Breese (DM-18) cũng trông thấy mục tiêu, và tàu tiếp liệu thủy phi cơ USS Curtiss (AV-4) bắt đầu nả pháo nhằm vào Số 22, cùng với Medusa và tàu tiếp liệu thủy phi cơ USS Tangier (AV-8). Số 15 phóng một quả ngư lôi nhắm vào Curtiss rồi lặn xuống; nhưng hỏa lực súng máy .50-caliber và pháo 5 in (130 mm) đã bắn trúng tháp chỉ huy chiếc tàu ngầm bỏ túi, khiến sĩ quan chỉ huy bị thương. Tàu khu trục USS Monaghan (DD-354) trông thấy chiếc tàu ngầm ở khoảng cách 1.200 yd (1.100 m) phía mũi bên mạn phải, nên đã đổi hướng để tìm cách húc đối phương. Số 22 cũng hướng về phía Monaghan và phóng quả ngư lôi cuối cùng còn lại, đi sượt qua mạn phải chiếc tàu khu trục rồi kích nổ tại bờ đảo Ford. Monaghan húc trúng chiếc tàu ngầm khiến mục tiêu chìm xuống đáy cảng ở độ sâu 30 ft (9,1 m), rồi thả thêm hai quả mìn sâu khiến mục tiêu bật ngược trở lên mặt nước trước khi chìm xuống. Số 22 đắm về phía Đông Bắc đảo Ford, và cả hai thành viên thủy thủ đoàn đều tử trận.
Trong khi đó ngoài biển khơi, I-22 chịu đựng nhiều đợt tấn công bằng mìn sâu từ 09 giờ 50 phút đến 12 giờ 43 phút, nhưng không bị hư hại. Nó trồi lên mặt nước lúc 18 giờ 06 phút và đi đến khu vực thu hồi các tàu ngầm bỏ túi dự định về phía Tây Lanai lúc 23 giờ 14 phút, nơi nó cùng bốn tàu ngầm "mẹ" khác trải qua đêm 7-8 tháng 12. Khi không có chiếc nào trong số năm tàu ngầm bỏ túi quay trở lại, I-22 rời khu vực lúc 06 giở ngày 8 tháng 12 và đi đến khu vực thu hồi dự bị, nơi nó tìm kiếm các tàu ngầm bỏ túi trên mặt biển cho đến 18 giờ 00, nhưng vẫn không có kết quả. Tư lệnh Đơn vị Tấn công Đặc biệt ra lệnh cho I-22 quay trở lại khu vực thu hồi chính ngoài khơi Lanai vào ngày 9 tháng 12, những vẫn không có tung tích về các tàu ngầm bỏ túi. Đến 01 giờ 22 phút ngày 10 tháng 12, nó được chỉ thị báo cáo "một tàu ngầm bỏ túi đã đạt được thành công quan trọng" trong cuộc tấn công, và I-22 cùng I-16 tiếp tục việc tìm kiếm các tàu ngầm bỏ túi cho đến sáng ngày 11 tháng 12. I-22 đã tìm cách bắt liên lạc với Số 15 qua vô tuyến trong ngày 10 tháng 12, và bắt đầu tìm kiếm từ 18 giờ 02 phút trên mặt nước về phía Nam Molokai. Cuối cùng, không có chiếc nào trong số năm tàu ngầm bỏ túi quay trở về, và vào sáng sớm ngày 11 tháng 12, I-22 đang ở ngoài khơi Lanai khi nó được lệnh kết thúc cuộc tìm kiếm để tham gia cùng I-18 trong hoạt động bắn phá đảo Johnston.
Rời khu vực quần đảo Hawaii, I-22 tiếp cận đảo Johnston vào ngày 15 tháng 12 giữa một cơn mưa giông. Nó trồi lên mặt nước để bắn phá hòn đảo bằng hải pháo 14 cm (5,5 in) từ khoảng cách 5.500 yd (5.000 m). Sau hai phát đầu tiên bị trượt, phát thứ ba bắn trúng và gây cháy một bồn chứa nhiên liệu cung cấp cho một trạm phát điện gần đó. Chiếc tàu ngầm tiếp tục nả pháo thêm mười phút nữa, bắn trúng nhiều tòa nhà khác nhưng chỉ suýt trúng tàu vận tải USS William Ward Burrows (AP-6), vốn đang neo đậu bên trong rạn san hô. Lực lượng Thủy quân Lục chiến Hoa Kỳ trên đảo bắn trả bằng pháo 5 in (130 mm) nhưng hoàn toàn không chính xác. I-22 rút lui với vận tốc 18 kn (33 km/h) và về đến Kwajalein vào ngày 21 tháng 12.

### 1942

#### Chuyến tuần tra thứ nhất
Vào ngày 4 tháng 1, 1942, I-22 cùng các tàu ngầm chị em I-18 và I-24 khởi hành từ Kwajalein cho chuyến tuần tra đầu tiên trong chiến tranh để hoạt động tại vùng biển quần đảo Hawaii. Nó đi đến khu vực tuần tra được chỉ định về phía Đông Nam Oahu vào ngày 10 tháng 1, và hoạt động tại đây cho đến ngày 18 hoặc 20 tháng 1, khi nó lên đường hướng sang quần đảo Tây Bắc Hawaii với mục đích trinh sát các bãi cạn Frigate Pháp. I-22 tiến hành trinh sát trong ngày 24 tháng 1 nhằm xác minh sự hiện diện của lực lượng Hoa Kỳ tại đây, rồi lên đường quay trở về Nhật Bản, cùng với I-24 đi đến Yokosuka vào ngày 2 tháng 2.
I-22 chuyển đến Kure trong tháng 2, và đến ngày 10 tháng 3 được điều sang Hải đội Tàu ngầm 8. Vào ngày 15 tháng 4, nó được điều sang Đội tàu ngầm 3 cùng với các tàu ngầm I-21 và I-24, và hợp cùng với Đội tàu ngầm 14, bao gồm các tàu ngầm I-27, I-28 và I-29, để hình thành nên Đơn vị Tiền phương phía Đông dưới sự chỉ đạo chung của Tư lệnh Đội tàu ngầm 3.
Vào ngày 15 tháng 4, I-22 khởi hành từ Kure để hướng sang căn cứ Truk cùng với các tàu ngầm của đơn vị. Hải đội vẫn còn đang trên đường đi lúc xảy ra vụ Không kích Doolittle vào ngày 18 tháng 4, khi 16 máy bay ném bom B-25 Mitchell của Không lực Lục quân Hoa Kỳ xuất phát từ tàu sân bay USS Hornet (CV-8) đã ném bom xuống các mục tiêu trên đảo Honshū. Hải đội được lệnh chuyển hướng về phía Đông Bắc và đi hết tốc độ để tìm cách đánh chặn lực lượng đặc nhiệm Hoa Kỳ vốn đã tung ra cuộc không kích. Tuy nhiên mệnh lệnh bị hủy bỏ vào ngày 19 tháng 4, và hải đội lại tiếp tục hành trình đi sang Truk, đến nơi vào ngày 24 tháng 4.

#### Chuyến tuần tra thứ hai
Vào ngày 30 tháng 4, I-22, I-24, I-28 và I-29 xuất phát từ Truk để hình thành nên tuyến tuần tra về phía Tây Nam Guadalcanal nhằm hỗ trợ cho Chiến dịch MO, là kế hoạch chiếm đóng Tulagi thuộc quần đảo Solomon và Port Moresby ở cực Đông Nam đảo New Guinea. Trong khi lực lượng còn đang trên đường đi, Trận chiến biển Coral bắt đầu vào ngày 4 tháng 5, khi Hải quân Hoa Kỳ ngăn chặn kế hoạch xâm chiếm của Nhật Bản. Bốn chiếc tàu ngầm tiến ra tuyến tuần tra vào ngày 5 tháng 5, và trong khi lực lượng Nhật Bản chiếm được Tulagi nhưng bị đẩy lui tại Port Moresby, chuyến tuần tra của I-22 không gặp sự kiện gì. Nó được lệnh rút lui về Truk vào ngày 11 tháng 5.
Trong lúc I-22 đang trên đường đi, vào sáng sớm ngày 17 tháng 5, tàu ngầm Hoa Kỳ USS Tautog (SS-199) phát hiện hai tàu ngầm Nhật Bản, có thể là I-22 và I-24, di chuyển trên mặt nước, nên tìm cách tấn công một chiếc nhưng không trúng đích. Chỉ vài giờ sau đó, Tautog tấn công và đánh chìm I-28, vốn đang nối gót theo sau I-22 và I-24 trên cùng hành trình. I-22 đi đến Truk an toàn trong ngày hôm đó.

#### Tấn công cảng Sydney
Tại Truk, I-22 nhận lên tàu một tàu ngầm bỏ túi Type A, rồi cùng các tàu ngầm I-24 và I-27 khởi hành vào ngày 18 tháng 5 để hướng sang Sydney, Australia, thực hiện cuộc tấn công bằng tàu ngầm bỏ túi vào tàu bè trong cảng Sydney. Trên đường đi, họ nhận được thông tin trinh sát từ tàu ngầm I-29, vốn đã tung ra một thủy phi cơ trinh sát cảng Sydney vào ngày 23 tháng 5; và từ chiếc I-21, khi chiếc thủy phi cơ Yokosuka E14Y1 của nó tiến hành thêm một phi vụ trinh sát vào sáng sớm ngày 29 tháng 5. Chiếc Yokosuka E14Y1 đã nhìn thấy tàu tuần dương hạng nặng USS Chicago trong cảng Sydney, nhưng nhận định nhầm mục tiêu là một thiết giáp hạm. Vào ngày hôm đó, tư lệnh Đơn vị Tiền phương phía Đông ra lệnh cho I-22, I-24 và I-27 tiến hành cuộc tấn công bằng tàu ngầm bỏ túi.
Vào ngày 30 tháng 5, I-22, I-24 và I-27 đi đến ngoài khơi Sydney. Trong khoảng thời gian từ 17 giờ 21 phút đến 17 giờ 40 phút ngày 31 tháng 5, họ lần lượt phóng các tàu ngầm bỏ túi cho cuộc Tấn công cảng Sydney. Tàu ngầm bỏ túi của I-22, chiếc M21, xâm nhập được vào bên trong cảng, nơi nó bị tàu tuần tra HMAS Yandra tìm cách húc rồi thả mìn sâu tấn công. M21 sống sót qua đợt tấn công của Yandra, nhưng tiếp tục bị tàu tuần tra HMAS Sea Mist tấn công ngoài khơi vịnh Taylors và bị đánh hỏng. Hai thành viên tổ lái của M21 đã tự sát; và lực lượng Đồng Minh sau đó tìm thấy M21 dưới đáy vịnh với động cơ vẫn còn hoạt động. Các tàu ngầm bỏ túi của I-24 và I-27 cũng bị mất.

#### Chuyến tuần tra thứ ba
I-22, I-24 và I-27 tiếp tục lãng vảng ngoài khơi Sydney cho đến ngày 3 tháng 6 với hy vọng có thể thu hồi các tàu ngầm bỏ túi, nhưng không chiếc nào quay về; sau đó họ rời khỏi khu vực và tách ra để hoạt động tuần tra độc lập. I-22 được giao nhiêm vụ trinh sát Wellington và Auckland, New Zealand, cùng Suva thuộc quần đảo Fiji. Nó tiến hành trinh sát Wellington qua kính tiềm vọng trong các ngày 8 và 9 tháng 6, rồi phóng ngư lôi tấn công một tàu hơi nước nhỏ ngoài khơi đảo Portland lúc 14 giờ 18 ngày 10 tháng 6; tuy nhiên quả ngư lôi đi bên dưới con tàu mà không kích nổ và mục tiêu chạy thoát. I-22 tiếp tục trinh sát vịnh Hauraki và Auckland vào chiều tối hôm đó; trinh sát Suva trong các ngày 17 và 18 tháng 6; và trinh sát Auckland một lần nữa vào ngày 19 tháng 6. Nó cùng I-21, I-24, I-27 và I-29 về đến Kwajalein vào ngày 25 tháng 6. I-22 rời Kwajalein vào ngày 5 tháng 7 để quay trở về Nhật Bản, về đến Yokosuka vào ngày 11 tháng 7.

#### Chuyến tuần tra thứ tư
Trong khi I-22 đang được đại tu tại Yokosuka, Chiến dịch Guadalcanal bắt đầu vào ngày 7 tháng 8, khi lực lượng Thủy quân Lục chiến Hoa Kỳ đổ bộ lên Guadalcanal, Tulagi, đảo Florida, Gavutu và Tanambogo ở phía Đông Nam quần đảo Solomon. I-22 khởi hành từ Yokosuka vào ngày 11 tháng 9, và hướng sang khu vực quần đảo Solomon cho chuyến tuần tra thứ tư. Trên đường đi vào ngày 15 tháng 9, nó nhận được lệnh tham gia một tuyến tuần tra về phía Tây Nam đảo Rennell. Chiếc tàu ngầm báo cáo phát hiện một đoàn tàu vận tải Đồng Minh ở vị trí 40 nmi (74 km) về phía Đông Nam Malaita vào ngày 1 tháng 10, rồi báo cáo tọa độ của về phía Đông Nam Malaita vào ngày 4 tháng 10. Sau đó con tàu hoàn toàn mất liên lạc với căn cứ.

#### Bị mất
Lúc 21 giờ 50 ngày 6 tháng 10, một thủy phi cơ PBY Catalina xuất phát từ sân bay Henderson, Guadalcanal đã phát hiện I-22 đang lặn xuống trong biển Coral tại tọa độ 11°22′N 162°20′Đ / 11,367°N 162,333°Đ.  Chiếc PBY Catalina thả bốn quả mìn sâu tấn công, nhìn thấy bọt nước và dầu diesel trồi lên mặt nước, xác nhận mục tiêu đã bị đánh chìm.
Vào ngày 12 tháng 11, 1942, Hải quân Nhật Bản công bố I-22 có thể đã bị mất tại khu vực biển Coral với tổn thất toàn bộ 100 thành viên thủy thủ đoàn trên tàu. Tên nó được cho rút khỏi đăng bạ hải quân vào ngày 15 tháng 12, 1942.